# Count Your Lucky Stars
Count Your Lucky Stars (chinois : 我好喜欢你 ; pinyin : Wǒ Hǎo Xǐ Huān Nǐ) est une série télévisée chinoise diffusée du 3 août au 3 septembre 2020 sur Youku.

## Synopsis
Lu Xingcheng est le rédacteur en chef d'un magazine bien connu. Bien qu'il soit connu pour son arrogance, Lu Xingcheng était déjà considéré comme un expert du monde de la mode. En dehors de cela, il est aussi un homme très chanceux et a l'habitude d'avoir tout ce qu'il veut.
Pendant ce temps, Tong Xiaoyou est un créateur de mode moins célèbre et connaît souvent la malchance. Jusqu'à un jour, leur destin a été échangé en un instant à cause d'un baiser accidentel. Lu Xingcheng a tout perdu, tandis que Tong Xiaoyou est soudainement devenu célèbre.

## Distribution

### Acteurs principaux
- Shen Yue : Tong Xiaoyou
- Jerry Yan : Lu Xingcheng

### Acteurs secondaires
- Jackie Li : Song Ruru
- Miles Wei : Lu Yanzhi
- Shen Yao : Wen Xi
- Wang Sen : Mu Yang
- Li Yu Yang : Jiang Yan
- Yu Si Lu : Sarah Lin
- Eddie Cheung : Lu Ren
- Lily Tien : Cheng Pei Yu (mère de Yan Zhi)
- Kathy Chow : Ye Mang

## Diffusion internationale
- Viu, RCTI+ et Vision+ (2020)
- ABS-CBN (Kapamilya Channel et A2Z) et TV5 (2021)